# Koreaanse Oorlogsmedaille
Koreaanse Oorlogsmedaille (Koreaans: 6.25사변종군기장, 6.25 sabyeonjong-gungijang, letterlijk "Medaille voor deelname aan incidenten van 25 juni"). De door de President Syngman Rhee van Zuid-Korea in december 1950 als "Incident Participation Medal" ingestelde Koreaanse Oorlogsmedaille, in het Engels "Republic of Korea War Service Medal" of "Korean War Service Medal" geheten, werd aan alle militairen die tussen 25 juni 1950 en 27 juli 1953 in het kader van de vredesoperatie van de Verenigde Naties dienstdeden in Korea automatisch toegekend.
In eerste instantie was de onderscheiding bestemd voor die Zuid-Koreaanse militairen die in juni 1950 verzet boden tegen de communistische agressie uit het Noorden. Na 1951 werd de medaille ook aan de VN militairen verleend. In 1954 besloot de Zuid-Koreaanse regering dat alle veteranen van de Koreaanse Oorlog recht hadden op deze medaille. De Zuid-Koreaanse regering wilde de medaille ook aan Amerikaanse militairen verlenen en sommigen van hun vroegen om verlof om de decoratie te accepteren en te dragen maar vanwege de strikte regels voor het dragen van vreemde decoraties op Amerikaanse uniformen kon daarvan geen sprake zijn.
Ook de militairen uit het Gemenebest, Australië, Canada, Nieuw-Zeeland, het Verenigd Koninkrijk en India dat een medische staf stuurde, mochten de medaille niet aannemen. Zij ontvingen een Queen's Korea Medal met de beeldenaar van de Britse Koning George VI en later van een nog ongekroonde Elizabeth II. Zuid-Afrika kende een eigen Korea Medal.
In de Koreaanse Oorlog vochten ook Nederlandse militairen. Zij mochten de medaille wel aannemen en dragen, na hun Korea Medaille van de Verenigde Naties.
In 1996 kwam het Amerikaanse Ministerie van Defensie erachter dat de VS nooit was gevraagd of Amerikanen de medaille mochten aannemen. Formeel gezien was dat aanbod gedaan aan de opperbevelhebber van de VN troepen in Korea, een Amerikaans generaal. Toen wederom werd gevraagd om toestemming om de medaille aan te nemen reageerde het Pentagon met de opmerking dat geen sprake was geweest van een binnengekomen Koreaans verzoek en dat een dergelijk verzoek dan ook nog niet beoordeeld had kunnen worden.
In 1999 vroeg de Zuid-Koreaanse regering toestemming om de medaille alsnog, en ook postuum, aan alle veteranen van de Koreaanse Oorlog te verlenen. Op 20 augustus 1999 gaf de Amerikaanse regering toestemming aan de veteranen, geen enkele Korea veteraan was nog in actieve dienst, om de Republic of Korea War Service Medal aan te nemen. Men draagt deze medaille na de Vietnamese Medailles omdat men medailles in Amerika altijd op volgorde van verlening draagt.
In 2000, de vijftigste verjaardag van het uitbreken van de oorlog werden in Amerika tal van medailles uitgereikt, vaak door Amerikaanse senatoren en leden van het US Congres.
Op 23 april 2001 werd besloten dat ook veteranen uit het Britse Gemenebest de medaille mochten aannemen.

## De medaille
Op het lint van de baton is een rozet in de vorm van het Yin en Yang symbool zoals dat in de Koreaanse vlag voorkomt geplaatst.